# آئروگاویوتا
آئروگاویوتا (به انگلیسی: Aerogaviota) یک شرکت هواپیمایی با کد یاتا KG است که در تاریخ ۱۹۹۴ میلادی تأسیس شده است. دفتر مرکزی آئروگاویوتا در هاوانا، کوبا واقع شده‌است و قطب این شرکت هواپیمایی در فرودگاه پلایا باراکوئا قرار دارد.

## نگارخانه

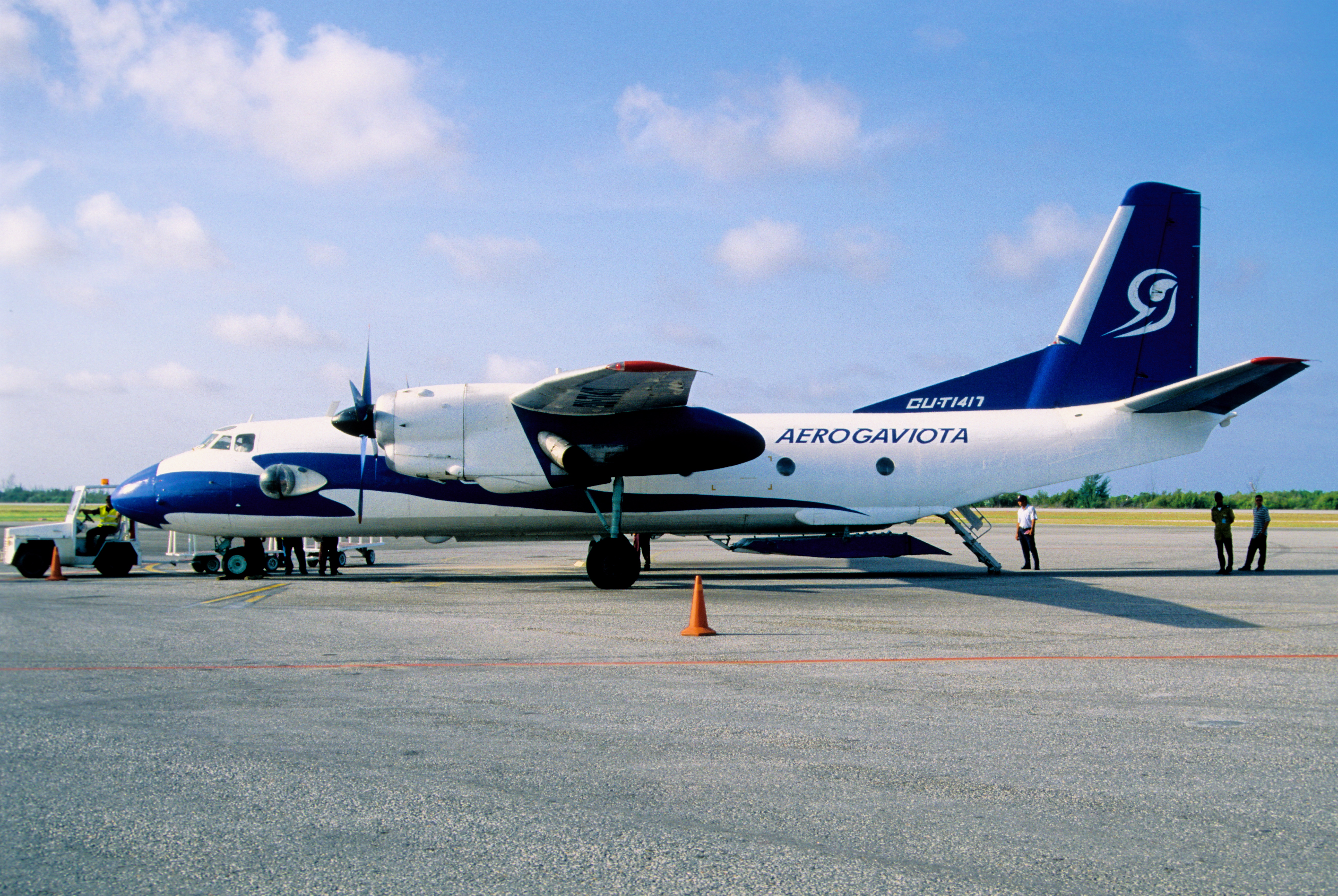
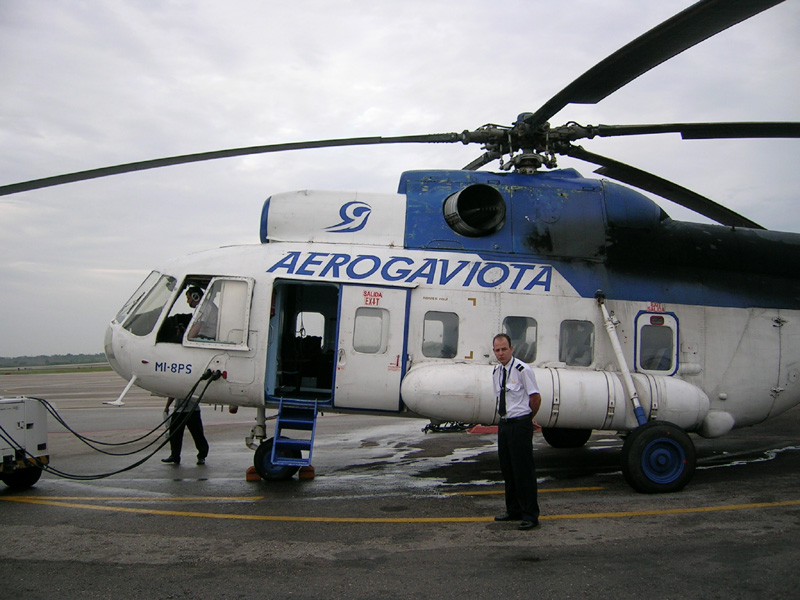